# Gai Servili Ahala (tribú consular)
Gai Servili Ahala (en llatí: Gaius Servilius Q. f. C. n. Ahala) va ser un magistrat romà. Formava part de la gens Servília i era de la família dels Ahala, d'origen patrici
Va ser tribú amb potestat consolar l'any 408 aC, i magister equitum el mateix any, càrrec aquest darrer que va obtenir en donar suport al senat en contra dels seus col·legues que no volien el nomenament d'un dictador. L'any següent, el 407 aC, va ser reelegit tribú amb potestat consolar i encara va tornar a exercir el càrrec el 402 aC quant va donar suport al senat en la decisió de destituir als consols o tribuns que haguessin estat derrotats per l'enemic.